# 黒磯郵便局
黒磯郵便局（くろいそゆうびんきょく）は栃木県那須塩原市にある郵便局。民営化前の分類では集配普通郵便局であった。

## 概要
住所：〒325-8799 栃木県那須塩原市豊町10-25

## 沿革
- 1887年（明治20年）7月16日 - 黒磯郵便局（三等）として開設。同年9月16日より貯金取扱を開始[1]。
- 1890年（明治23年）4月1日 - 為替取扱を開始。
- 1957年（昭和32年）4月1日 - 電話通話および電報受付事務を除く電気通信業務の取扱を、黒磯電報電話局に移管[2]。
- 1967年（昭和42年）3月27日 - 特定郵便局から普通郵便局に局種別改定。
- 1972年（昭和47年）4月16日 - 若松簡易郵便局の廃止に伴い、取扱事務を承継。
- 1977年（昭和52年）11月21日 - 黒磯市本町から同市豊町に移転。
- 1991年（平成3年）10月1日 - 外国通貨の両替および旅行小切手の売買に関する業務取扱を開始。
- 2006年（平成18年）10月23日 - 東那須野郵便局から「329-31xx」区域の集配業務を移管[3]。
- 2007年（平成19年）10月1日 - 民営化に伴い、併設された郵便事業黒磯支店に一部業務を移管。
- 2012年（平成24年）10月1日 - 日本郵便株式会社発足に伴い、郵便事業黒磯支店を黒磯郵便局に統合。

## 取扱内容
- 郵便、印紙、ゆうパック、内容証明
- 貯金、為替、振替、振込、国際送金、外貨両替・トラベラーズチェック、国債、投資信託
- 生命保険、バイク自賠責保険、自動車保険、がん保険、引受条件緩和型医療保険
- ゆうちょ銀行ATM
- 「325-00xx」「329-31xx」区域（那須塩原市の一部＝旧黒磯市域、旧那須郡那須町域のそれぞれ一部）の集配業務
- ゆうゆう窓口

## 猫局長
2022年（令和4年）11月、ネコの局長「ふくすけ」が就任した。黒磯郵便局では保護されたイヌやネコの里親を募集する掲示板を設置しており、里親募集活動のシンボルとして、市内の家庭で飼われている、かつて迷い猫だったふくすけが局長に選ばれた。
初めての「出勤」は2023年（令和5年）2月15日で、普段は郵便局にいない。初出勤の日は、年金支給日に合わせた特殊詐欺被害防止を呼び掛ける局員や警察官の活動をATMコーナーの前で見守った。

## 周辺
- 栃木県立黒磯高等学校
- 菅間記念病院

## アクセス
- 東日本旅客鉄道（JR東日本）東北本線 黒磯駅から徒歩約14分
- 東野交通バス 百村通り3丁目停留所、那須塩原地域バス「ゆ〜バス」 菅間病院前停留所下車
- 東北自動車道 那須ICから南へ約5km
- 駐車場あり：21台